# Wario Land 2
Wario Land II (jap. ワリオランド2 盗まれた財宝 Wario Rando Tsū: Nusumareta Zaihō, dosł. „Wario Land 2: The Stolen Treasure”) – komputerowa gra platformowa wyprodukowana i wydana przez firmę Nintendo w 1998 roku na konsole Game Boy, Game Boy Color i Virtual Console.

## Fabuła

### Pierwsza wersja fabuły (główna)
Akcja gry rozpoczyna się krótkim filmikiem, w którym armia żołnierzy z widłami wczesnym rankiem zakrada się do zamku Wario, aby zwędzić worki z monetami, odkręcić kran zalewający zamek oraz przyprowadzić małego potwora, który powoduje elektryczność w budynku. Nagle zaczyna dzwonić budzik znajdujący się obok łóżka Wario, który zrywa go ze snu. Główny bohater po wyłączeniu budzika dowiaduje się, że uzbierane złoto zniknęło, a woda cieknąca z kranu otwartego zalewa jego zamek. Za całym zamieszaniem stoi kobieta, która była ostatnim bossem w grze Super Mario Land 3: Wario Land, w której została zniszczona wieża. Wario wyrusza w podróż, aby odzyskać worek ze złotem, jednak podczas wyprawy bohater napotyka kilku innych wrogów do pokonania, też jako bossów.

### Druga wersja fabuły
Kiedy dochodzi do zalania zamku oraz wywołania w nim elektryczności, Wario nadal mocno śpi. Gdy się robi ciemno i budzik jeszcze nie wydaje alarmu przy śpiącym bohaterze, czarno ubrani komandosi kobiety jako głównego bossa zabierają  Wario z łóżka i porywają go z zamku na polanę. Uciekają, gdy zaskoczony bohater się tam budzi. Wario przychodzi w stronę swojego budynku, po czym zauważa, że zła kobieta zaczęła dominować nad posiadłością bohatera poprzez zmianę szyldu zamku na wrogi wizerunek. Wario postanawia wejść do środka budynku, żeby ten dawny główny znak odzyskać oraz wyeliminować finałowego wroga wraz z jego poddanymi zabierając im prawo władzy tego miejsca.